# Sherdog
Sherdog (рус. Шердог) — крупный информационный портал, посвящённый смешанным боевым искусствам (ММА). Сайт является членом сети Crave Online.

## История
Sherdog был создан фотографом Джеффом Шервудом (никнейм — «Sherdog») в 1997 году и позже улучшен с помощью Гарретта По. Сегодня Sherdog является крупнейшим порталом, фокусирующимся на ММА, представляя новости, индивидуальную статистику бойцов, аналитические обзоры, интервью с бойцами и рефери, форум для общения (63-й по величине в мире) и оригинальные радио-трансляции. Помимо этого, Sherdog сотрудничает с ESPN, предоставляя эксклюзивные материалы по ММА. В частности, на сайте ESPN используется база данных с Sherdog.com.
Несмотря на широкий размах и значительную популярность, существует ряд противоречий относительно сайта. Например, Дана Уайт, президент UFC, периодически отказывался выдавать журналистские пропуска репортёрам от Sherdog. На данный момент[какой?] журналистам от Sherdog запрещено посещать пресс-конференции, проводимые UFC.
Недавно[уточнить] сайт начал проводить онлайн-трансляции боёв ММА, проходящих в таких организациях как Palace Fighting Championships, Wargods и M-1 Глобал.

## Ежегодные награды
Начиная с 2004 года, Sherdog присуждает награду «Боец года» бойцу, чей год был наиболее выдающимся с точки зрения выступлений и побед. В 2008 году Sherdog расширил список номинаций, и теперь категории включают «Нокаут года», «Сдача года» (болевой или удушающий приём), «Бой года» и так далее. Всего Sherdog присуждает 12 наград ежегодно.
Боец года
- 2004 — Вандерлей Силва
- 2005 — Таканори Гоми и Маурисиу Руа (разделили награду)
- 2006 — Чак Лидделл
- 2007 — Куинтон Джексон
- 2008 — Рашад Эванс
- 2009 — Жозе Алду

Бой года
- 2008 — Эдди Альварез победил Тацую Кавадзири нокаутом в первом раунде
- 2009 — Бен Хендерсон победил Дональда Серроне решением после пяти раундов

Нокаут года
- 2008 — Рашад Эванс нокаутировал Чака Лидделла во втором раунде
- 2009 — Федор Емельяненко нокаутировал Андрея Орловского в первом раунде

Сдача года
- 2008 — Дастин Хэйзлетт победил Джоша Беркмана во втором раунде
- 2009 — Тоби Имада победил Хорхе Масвидала в третьем раунде

История года
- 2008 — Взлёт и падение EliteXC
- 2009 — Развитие Strikeforce

Избиение года
- 2008 — Би Джей Пенн победил сдачей Джо Стивенсона во втором раунде
- 2009 — Брок Леснар нокаутировал Фрэнка Мира, а Андерсон Силва нокаутировал Форреста Гриффина в первом раунде (разделили награду)

Прорыв года
- 2008 — Мигель Торрес
- 2009 — Джон Джонс

Возвращение года
- 2008 — Фрэнк Мир
- 2009 — Маурисиу Руа

Событие года
- 2008 — UFC 84
- 2009 — UFC 100

Ограбление года
- 2008 — Победа Тэйлса Лейтеса судейским решением после трёх раундов над Нэйтом Марквардтом
- 2009 — Победа Майка Истона судейским решением после пяти раундов над Чейсом Бибом

Раунд года
- 2008 — Первый раунд боя Дональд Серроне-Роб Маккалог
- 2009 — Первый раунд боя Тиерри Куинневилль-Дуглас Эванс

Поражение года
- 2008 — Сергей Голяев победил Таканори Гоми судейским решением после трёх раундов
- 2009 — Макенс Семерзье победил Вагни Фабиано сдачей в первом раунде

## Рейтинг лучших бойцов вне зависимости от весовой категории
| Номер | Боец                  | Бои            | Весовая категория | Титул(ы)                        |
| ----- | --------------------- | -------------- | ----------------- | ------------------------------- |
| 1     | Ислам Махачев         | 26-1-0 (5 KO)  | Лёгкий вес        | Чемпион UFC в легком весе       |
| 2     | Илия Топурия          | 16-0 (6 KO)    | Полулёгкий вес    | Чемпион UFC в полулёгком весе   |
| 3     | Джон Джонс            | 28-1-0 (11 KO) | Тяжёлый вес       | Чемпион UFC в тяжелом весе      |
| 4     | Алекс Перейра         | 12-2-0 (10 KO) | Полутяжелый вес   | Чемпион UFC в полутяжелом весе  |
| 5     | Алешандри Пантожа     | 29-5 (8 KO)    | Наилегчайший вес  | Чемпион UFC в наилегчайшем весе |
| 6     | Александр Волкановски | 26-4-0 (13 KO) | Полулёгкий вес    |                                 |
| 7     | Белал Мухаммад        | 24-3-0 (5 KO)  | Полусредний вес   | Чемпион UFC в полусреднем весе  |
| 8     | Макс Холлоуэй         | 26-8-0 (13 KO) | Полулёгкий вес    |                                 |
| 9     | Леон Эдвардс          | 22-4-0 (7 KO)  | Полусредний вес   |                                 |
| 10    | Дрикус дю Плесси      | 22-2-0 (9 KO)  | Средний вес       | Чемпион UFC в среднем весе      |